# A & G Price
A & G Price Limited, im Firmenlogo mit der Abkürzung AGP bezeichnet, ist eine Maschinen- und ehemalige Lokomotivfabrik in Neuseeland mit Sitz in Thames auf der Nordinsel. Das 1868 gegründete Unternehmen ging 2017 in Liquidation.

## Geschichte
Die Gebrüder Price stammten aus der englischen Grafschaft Gloucestershire. Alfred Price, der von 1838 bis 1907 lebte, reiste das erste Mal 1863 nach Neuseeland, wo er einige Jahre in der Eisenhütte Clyde in Onehunga bei Auckland arbeitete. Er kehrte nach England zurück, um 1867 seine Frau Kate zu heiraten und noch im selben Jahr zusammen mit seinem Bruder George nach Neuseeland auszuwandern. Die Gebrüder Price gründeten 1868 die Fabrik A. & G. Price, die an der Princes Street in Onehunga stand, wo Alfred bereits zuvor arbeitete. Die Fabrik hatte eine eigene Gießerei und stellte bereits im ersten Jahr über hundert Flachsmühlen her.
Mit der raschen Entwicklung der Goldfelder bei Thames, gut 70 km südöstlich von Auckland entstand dort ein großer Bedarf an Pochwerken, so dass Alfred Price in Thames eine weitere Fabrik mit Gießerei errichtete, die 1870 in Betrieb ging. Doch bereits 1872 brach die Goldproduktion ein, so dass dieser Industriezweig kaum mehr Aufträge lieferte. Glücklicherweise ließ C.J. Stone, ein wohlhabender Unternehmer aus Auckland, ein riesiges Sägewerk und eine Werft in Thames bauen, wo A. & G. Price alle Maschinen außer Dampfmaschinen und Kessel liefern konnte. Trotzdem begann die Firma mit dem Bau von Dampfmaschinen bereits im Jahre 1871. Zwischen 1872 und 1874 konnte A & G Price in Onehunga die ersten Eisenbahnwagen herstellen. Nach Abschluss des Auftrages und der Eröffnung der Eisenbahnstrecke Auckland–Onehunga wurde das Werk in Onehunga geschlossen.
In den 1870er Jahren stellte A. & G. Price verbesserte Versionen von importierten Maschinen her, so eine große Pumpe für die Wasserhaltung in einem Bergwerk und Holzrückemaschinen für Sägewerke. Weiter begann 1881 der Bau von Raddampfern für die Flussschifffahrt. Ab 1883 stellte Price Pelton-Turbinenräder in Lizenz her. Im selben Jahr wurde die erste Dampflokomotive des Unternehmens gebaut. Das Geschäft entwickelte sich in den 1890er-Jahren gut. Die Nachfrage nach Bindegarn sorgte für weitere Aufträge zum Bau von Maschinen für die Flachsverarbeitung, ebenso erteilten die aufstrebenden Goldminen von Waihi Aufträge für schwere Bergbaumaschinen. 1896 und 1903 wurde die A. & G. Price erweitert. Die zweite Vergrößerung wurde für die Abarbeitung des ersten Auftrags zum Bau von Lokomotiven für den New Zealand Railways nötig. Die Lokomotiven waren so erfolgreich, dass weitere Aufträge folgten. Die 1905 fertiggestellte Bahnstrecke Themse–Waihi sorgte für einen einfachen Transport der Maschinen zu den Bergwerken, benötigte aber auch Rollmaterial, das von A. & G. Price hergestellt wurde.

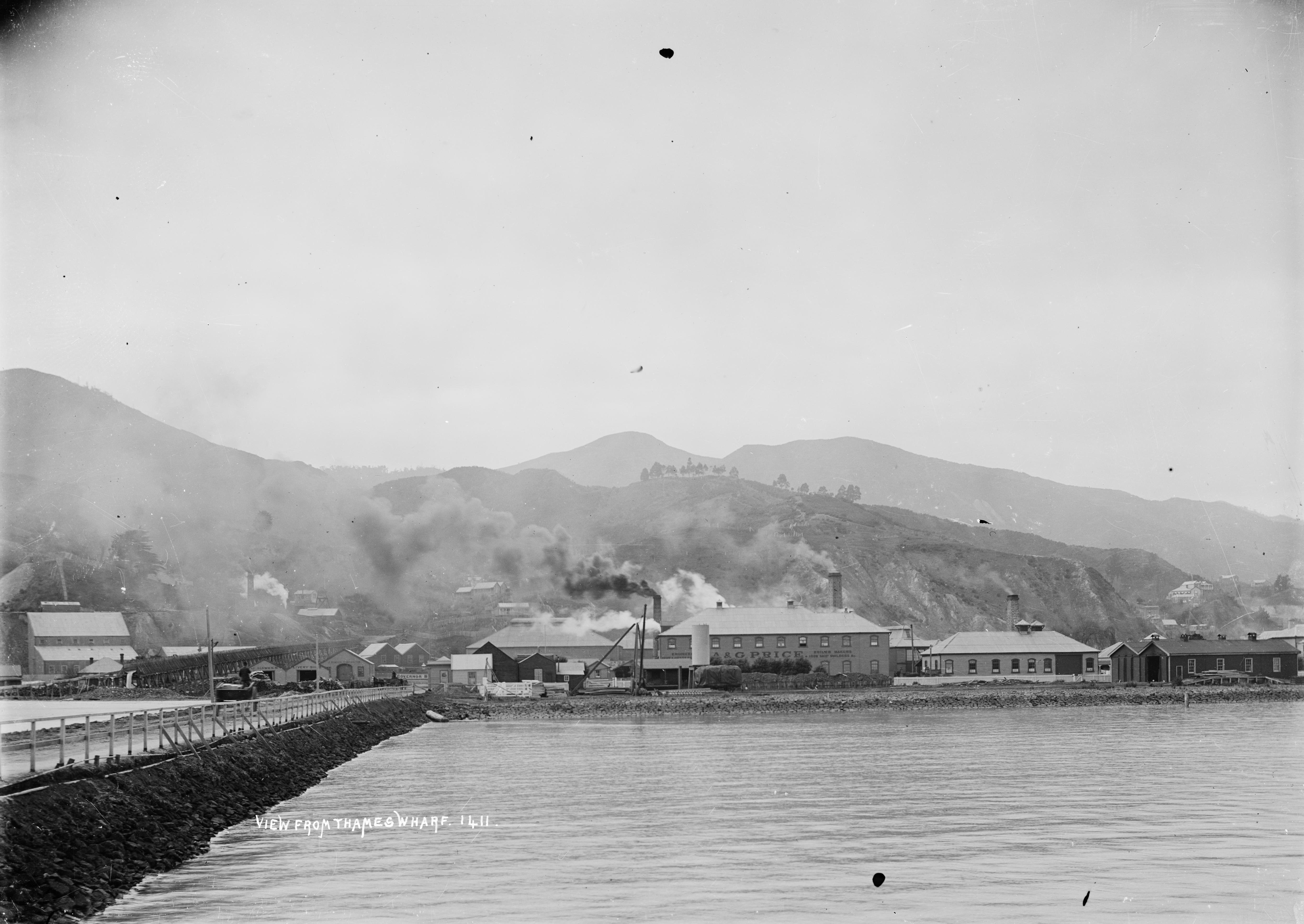
A & G Price in Thames um die Jahrhundertwende

Die beiden Firmengründer starben am Anfang des 20. Jahrhunderts: Alfred Price 1907, sein Bruder George 1917 und Kate Price, die Frau von Alfred 1934. Die Firma A. & G. Price wurde nach dem Tod von Alfred in eine Aktiengesellschaft umgewandelt und überlebte bis 1949, als sie mit dem Großmaschinenhersteller William Cable and Company fusionierte. In den 1930er Jahren engagierte die Firma Abner Doble, einen amerikanischen Maschinenbauingenieur, der ein dampfbetriebenes Auto entwickelt hatte. Er sollte für A & G Price einen Dampfmotor für Busse entwickeln. Der erste wurde Anfang der 1930er Jahre vom Auckland Transport Board getestet. Ein zweiter Bus wurde 1932 für White & Sons auf der Auckland–Thames-Linie gebaut. Im Jahre 1954 wurde A. & G Price von der Cable Price Downer Group übernommen, wobei das Unternehmen seinen Namen behielt. 1974 zählte die Belegschaft 520 Mitarbeiter. Der Hauptsitz war in Auckland in der Fanshawe Street, das Werk an der Beach Road in Themse wurde als Zweigstelle beschrieben. Im Jahr 1988 übernahm der Unternehmensplünderer Brierley Investments die Kontrolle über die Muttergesellschaft Cable Price Downer. Brierley Investments war aber nach dem Börsencrash vom Schwarzen Montag im Jahre 1987 bereits in Schwierigkeiten und gab A & G Price im Jahr 2000 an die Tiri Group mit Sitz in Auckland ab. Diese Investmentgesellschaft wurde von Tom Sturgess geführt – einem ehemaligen US-Marine, der 1996 nach Neuseeland auswanderte und mehrere Traditionsbetriebe in Neuseeland übernahm.

## Eisenbahngeschäft
A & G Price war die größte private neuseeländische Lokomotivfabrik, sowohl nach Anzahl gebauter Lokomotiven wie auch nach Anzahl Lieferungen an das New Zealand Railways Department.
Der erste Rollmaterial-Auftrag waren 22 Personen- und Güterwagen für die Bahnstrecke Auckland–Onehunga, der als einer der letzten Aufträge zwischen 1872 und 1874 im Werk Onehunga gefertigt wurde. 1883 lieferte Price die erste Lokomotive aus. Sie war für die Piako County Tramway bestimmt, eine noch mit Pferdezug betriebene Industriebahn der Goldmine in Waiorongomai mit der seltenen Spurweite von 838 mm. Die Lok diente dem Transport des goldhaltigen Erzes von der Grube zum Pochwerk. Erst bei Anlieferung der zweiachsigen Satteltank-Lokomotive stellte sich heraus, dass diese zu groß für die Kurven der Bahn war, so dass sie nach zwei Jahren Abstellung für weniger als die Hälfte der Gestehungskosten weiterverkauft wurde. Nachdem 1898 Thames mit einer Zweigstrecke nach Hamilton an die Eisenbahn nach Auckland angebunden war, konnte Price eine erste Serie von 10 Tenderlokomotiven der Baureihe WF an die New Zealand Railways (NZR) liefern, die in den Jahren 1904 und 1905 gebaut wurden. Mit der Fertigstellung der North Island Main Trunk Railway (NIMT) Anfang des 20. Jahrhunderts wurden leistungsfähigere Lokomotiven benötigt. A & G Price erhielt den Auftrag zum Bau von 30 Lokomotiven der Baureihe A mit einer Höchstgeschwindigkeit von 102 km/h. Die einhundertste von A & G Price gebaute Dampflok war die Ab 705. Sie war Teil eines zwischen 1922 und 1926 ausgeführten Auftrags über 20 Pacific-Lokomotiven der Baureihe AB.
Price baute auch 22 Getriebelokomotiven für Wald- und Industriebahnen. Dazu gehörten die 16-Wheeler genannten Lokomotiven, die auf den Waldbahnen von Mamaku und Ongarue zum Einsatz kamen, wo sie enge Kurven befahren mussten.
Bereits 1939 wurden die Vorteile von Dieselmotoren erkannt. Price baute zwei Diesel-Rangierlokomotiven für NZR und zwei weitere für die Whakatane Board Mills und die Wanganui Timber Company. In den 1950er- und 1960er-Jahren wurden weitere Diesellokomotiven für die neuseeländische Luftwaffe und Landstreitkräfte, das Arbeitsministerium, Kohlebergwerke, Tiefkühllager, Chemiefabriken, Zementwerke und die Papierfabrik Kinletih gebaut. Auch die NZR übernahm 41 Lokomotiven in unterschiedlichen Ausführungen, welche der Klasse TR zugeordnet wurden. Nach dem Zweiten Weltkrieg wurden für NZR 500 offene Güterwagen der Baureihe Lc gebaut und bis zum Abschluss der Umstellung auf Dieselbetrieb im Jahre 1964 Dampflokomotiven überholt. A & G Price führte bis zur Privatisierung von NZR Mitte der 1980er-Jahre viele Arbeiten für die Staatsbahn aus.
1990 baute A & G Price 24 der 31 ehemals im NZR-Nachtzug Silver Star eingesetzten Wagen für den Eastern and Oriental Express um. Die NZR stellte im Juli 1979 den Zug ein und die Wagen landeten wegen der notwendigen Asbestsanierung für mehr als zehn Jahre auf dem Abstellgleis. Für den neuen Kunden mussten die Wagen der in Neuseeland verwendeten Kapspur (1067 mm) auf die in Südostasien verwendete Meterspur (1000 mm) umgespurt werden. Sechs Silver Star-Wagen verblieben bei A & G Price als Reserve im Falle, dass weitere umgebaute Wagen benötigt würden, was aber doch nicht notwendig wurde, so dass sie zwischen 2012 und 2016 an Private veräußert wurden.

### Getriebe-Lokomotiven

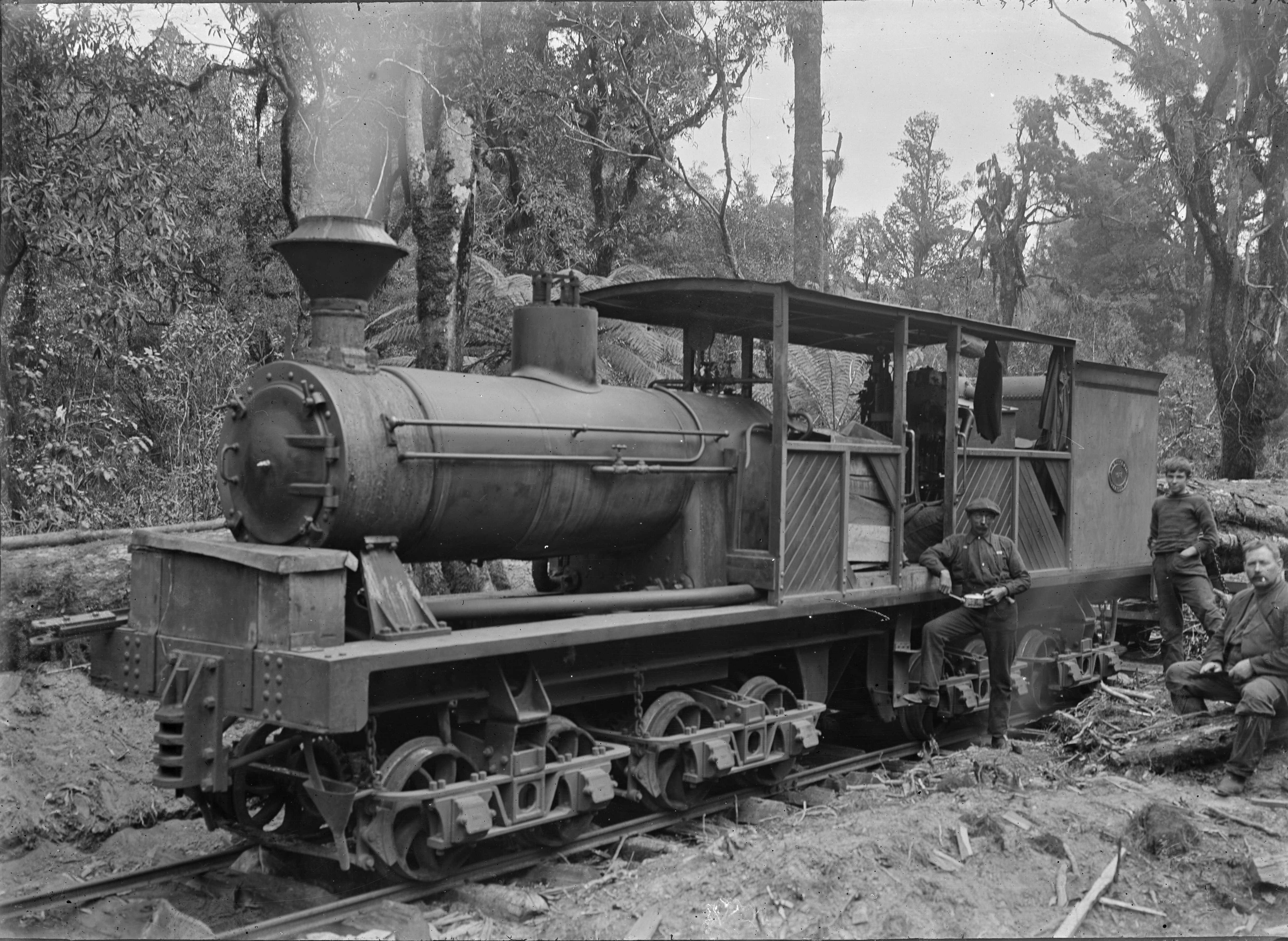
Price 16-Wheeler

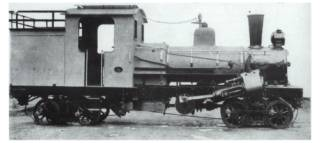
Price E-Klasse

Die von A & G Price gebauten Getriebelokomotiven für den Einsatz auf Industrie- und Waldbahnen verwendeten Elemente der Climax- und der Heisler-Lokomotiven. Es wurden folgende Lokomotiven gebaut, wobei von einigen Klassen nur eine Lokomotive gebaut wurde:
- 16-Wheeler – diese Baureihe hatte vier Drehgestelle und verwendete wie die Climax A-Klasse eine stehende Zweizylinder-Dampfmaschine und ein Zweigang-Getriebe zum Antrieb des Wellenstranges. Erstes Baujahr dieser 36 Tonnen schweren Lokomotive war 1912. Es wurden vier Stück gebaut.
- C-Klasse – diese Baureihe war eine Kopie der Climax A-Klasse mit T-Kessel und Zweiganggetriebe, verwendete aber Innenrahmen für die Drehgestelle. Es wurden von 1921 bis 1922 zwei Lokomotiven dieser Baureihe mit einem Gewicht von 12 Tonnen geliefert.
- D-Klasse – diese Baureihe war eine leichte Version der C-Klasse, die nur 8 Tonnen wog. Es wurde 1912 nur ein Stück gebaut.
- E-Klasse – diese Baureihe war eine Kombination aus einer Climax- und einer Heisler-Lokomotive. Die Anordnung der Zylinder und die Kraftübertragung auf den Antriebsstrang war gleich wie bei einer Climax-Lokomotive der B-Klasse, es wurde aber wie bei einer Heisler-Lokomotive nur jeweils eine Achse des Drehgestells angetrieben und die Kraft auf die andere Achse im Drehgestell über Kuppelstangen übertragen. Es wurden ab 1923 vier Lokomotiven dieser Bauart mit einem Gewicht von 23 bis 26 Tonnen geliefert. 1937 folgte eine weitere Lokomotive dieser Bauart mit einigen Verbesserungen.
- Ca-Klasse – diese Baureihe war eine verbesserte Ausführung der C-Klasse mit geschlossenem Führerstand. Wie bei der E-Klasse wurden Heisler-Drehgestelle verwendet. 1923 wurde eine einzige Lokomotive dieser Bauart geliefert.
- Cb-Klasse – diese Baureihe wie die Ca-Klasse eine verbesserte Ausführung der C-Klasse mit einem Gewicht von 12 Tonnen. Die sehr kleinen Räder führten dazu, dass die offenen Getriebe nur 30 mm über den Schienen waren und deshalb oft den Boden berührten. Der Schmutz im Getriebe wirkte wie eine Schleifpaste, was die Zahnräder schnell abnutzte. Es wurden ab 1925 vier Lokomotiven dieser Baureihe geliefert.
- Cba-Klasse – gleich wie die Cb-Klasse, aber mit Anordnung des Wasserkastens hinter dem Führerhaus, statt seitlich des Dampfkessels, und Belpaire-Stehkessel. Es wurde bloß eine Lokomotive im Jahre 1927 geliefert.[2]

| Ort                            | Bahn                                                  | Fabriknummer | Baujahr | Ausrangiert | Klasse | Gewicht | Zustand                                                      | Quelle |
| ------------------------------ | ----------------------------------------------------- | ------------ | ------- | ----------- | ------ | ------- | ------------------------------------------------------------ | ------ |
| Tokomaru, Horowhenua           | Tokomaru Steam Museum                                 | 108          | 1922    | 1964        | C      | 12 ton  | statisches Ausstellungsstück                                 | [ 3 ]  |
| Ngongotaha, Rotorua Lakes      | Rotorua Ngongotaha Rail Trust                         | 110          | 1923    | 1956        | E      | 23 ton  | wartet zerlegt in Teilen auf eine Restauration (Status 2018) | [ 4 ]  |
| Pukemiro, Waikato              | Glen Afton Line Heritage Railway                      | 111          | 1923    | 1958        | E      | 23 ton  | Aufarbeitung zum statisches Ausstellungsstück                | [ 5 ]  |
| Christchurch                   | Ferrymead Heritage Park                               | 113          | 1924    | 1956        | Cb     | 12 ton  | betriebsfähig seit 1975                                      | [ 6 ]  |
| Pukemiro, Waikato              | Glen Afton Line Heritage Railwa                       | 117          | 1927    | 1962        | Cb     | 12 ton  | betriebsfähig seit 2008                                      | [ 7 ]  |
| Greymouth, West Coast Hokitika | Shantytown Heritage Park Westland Industrial Heritage | 119          | 1929    | 1954        | Cba    |         | nur Dampfkessel nur Rahmen                                   | [ 8 ]  |